# Nathan Söderblom
Nathan Söderblom (Trönö, Gävleborg megye, 1866. január 15. - Uppsala, 1931. július 12.) Nobel-békedíjas svéd evangélikus teológus.

## Családja
Felesége Anna Söderblom (leánykori neve: Forsell)  (1870–1955) volt. 12 gyermekük született, 

## Életpályája
1914-től uppsalai érsek volt. Már upsalai, majd lipcsei tanár korában vallásbölcseleti és vallástörténeti modernizmust hirdetett. Ő volt az első világháború utáni keresztény egységmozgalmak (Life and Work) egyik vezetője és szervezője.
Törekedett arra, hogy egység jöjjön létre a keresztény hitvallások között. E célból egyetemes, felekezetközi konferenciát szervezett Stockholmban (1925), majd  és Lausanne-ban (1927). E konferenciák azonban komoly eredmény nélkül értek véget; a katolikusok ezen (a véleményük szerint protestáns alapon álló) gyűlésen meg sem jelentek. 

Söderblom vallástörténészi munkássága is jelentős.

## Díjai, elismerései
- Számos egyetem díszdoktora;
- Nobel-békedíj (1930)
- A soproni evangélikus hittudományi kar tiszteletbeli teológiai doktora.